# 傑萊恩·葛蘭特
傑里安·格蘭特（英語：Jerian Grant，1992年10月9日—），生于美国馬里蘭州，美国职业篮球运动员，司职控球後衛，目前為自由球員，其胞弟為傑拉米·格蘭特，目前效力于波特蘭拓荒者。